# دواين ميرفي
دواين ميرفي (بالإنجليزية: Dwayne Murphy)‏ هو منتج أسطوانات وملحن أمريكي، ولد في 18 مارس 1955 في مقاطعة ميرسيد في الولايات المتحدة.

## وصلات خارجية
- دواين ميرفي على موقع الدوري الياباني لكرة القاعدة (الإنجليزية)
- دواين ميرفي على موقعبيزبول رفرنس.كوم (الدوري الرئيسي) (الإنجليزية)
- دواين ميرفي على موقعبيزبول رفرنس.كوم (الدوري الثانوي) (الإنجليزية)
- دواين ميرفي على موقع إي إس بي إن.كوم (أم.أل.بي) (الإنجليزية)
- دواين ميرفي على موقع مشجعي الرسوم البيانية (الإنجليزية)